# Synagoga Izraela Francuza w Łodzi
Synagoga Izraela Francuza w Łodzi – prywatny dom modlitwy znajdujący się w Łodzi przy ulicy Nowo-Zarzewskiej 20.
Synagoga została zbudowana w 1937 roku z inicjatywy Izraela Francuza. Podczas II wojny światowej hitlerowcy zdewastowali synagogę.